# 1720 en musique classique
| \| • Retour à la chronologie générale de la musique classique • \| |
| Grèce • Rome • Haut Moyen Âge • VIIIe siècle • IXe siècle • Xe siècle • XIe siècle XIIe siècle • XIIIe siècle • XIVe siècle • XVe siècle • XVIe siècle • XVIIe siècle XVIIIe siècle • XIXe siècle • XXe siècle • XXIe siècle |
| • Retour à la chronologie générale de la musique classique • |

| Années en musique classique : 1717 - 1718 - 1719 - 1720 - 1721 - 1722 - 1723    |
| Décennies en musique classique : 1690 - 1700 - 1710 - 1720 - 1730 - 1740 - 1750 |

## Événements
- 27 avril : Radamisto, opéra de Georg Friedrich Haendel, créé au King's Theatre de Londres.
- automne : La verità in cimento, treizième opéra de Vivaldi, créé au théâtre San Angelo de Venise.
- Messe en ré majeur d’Alessandro Scarlatti.
- Sonate à violon seul, de François Francœur.
- Livre de sonates à violon seul, de Jean-François Dandrieu.
- Passion de Saint Matthieu de Johann Balthasar Christian Freislich jouée à l'église Saint-Jean de Gdańsk.

- Johann Sebastian Bach termine les Sonates et partitas pour violon seul et fait jouer les cantates :
  - Dich loben die lieblichen Strahlen der Sonne ;
  - Heut ist gewiss ein guter Tag.

## Naissances
- 4 janvier : Johann Friedrich Agricola, compositeur, chanteur, organiste et pédagogue allemand († 2 décembre 1774).
- 20 août : Bernard de Bury, claveciniste, compositeur français († 19 novembre 1785).
- 22 septembre : Adolf Karl Kunzen (de), compositeur allemand († 11 juillet 1781).
- 17 octobre : Maria Teresa Agnesi Pinottini, compositrice italienne († 19 janvier 1795).

Date indéterminée :
- Thomas Vincent, compositeur anglais († 1783).
- Francesc Mariner, organiste et compositeur espagnol († 7 décembre 1789).
- 1720, 1735 ou 1740 : Johann Schobert, compositeur et claveciniste († 28 août 1767).

## Décès
- 26 mars : Pietro Giovanni Guarneri, luthier italien (° 18 février 1655).

Date indéterminée :
- Jean-Baptiste Lœillet de Gand, compositeur (° 6 juillet 1688).
- Guillaume Minoret, compositeur et maître de chapelle français (° 1650).
- Antonia Bembo, compositrice et cantatrice italienne (° vers 1640).